# ベニート・ムッソリーニの死

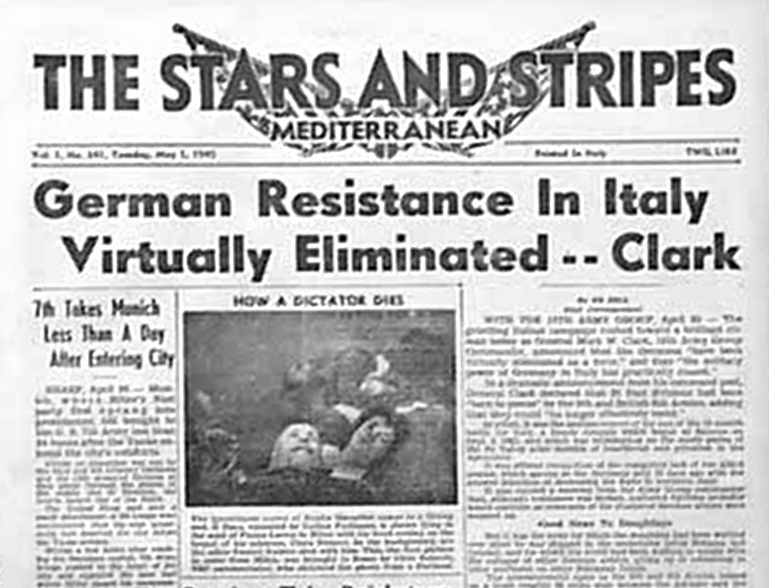
ムッソリーニの死を報道する星条旗新聞（1945年5月1日付）

この項目では、ベニート・ムッソリーニの死の経緯と、それにまつわる論争について記述する。かつてイタリアのファシスト独裁者として君臨していたベニート・ムッソリーニは、1945年4月28日、第二次世界大戦の欧州戦線が最終局面を迎える中で殺害された。
ムッソリーニの最期は、北イタリアのジュリーノ・ディ・メッツェグラという集落で、正式な裁判にかけられることなく、パルチザンによって即時処刑されるというものだった。
イタリア国外の歴史家は、ムッソリーニはヴァルテル・アウディージオという共産党のパルチザンによって銃殺されたとの見解でほぼ一致している。しかし、イタリア国内ではムッソリーニが死を迎えた状況ならびにムッソリーニを殺害した人物をめぐって戦後から現代に至るまで議論が続けられており、今日においても混乱や論争が引き起こされている。

## 概要
1940年6月、ムッソリーニはイタリア王国をドイツの側で第二次世界大戦に参戦させたが、戦況は次第に悪化し、1943年9月にイタリアは連合国に降伏。ムッソリーニは逮捕されたが、ドイツ軍のグラン・サッソ襲撃により救出された。
その後、ムッソリーニは北イタリアに樹立されたドイツの傀儡政権の指導者となったが、南から進攻してくる連合国のみならず、国内のレジスタンス（パルチザン）の脅威にも直面した。1945年4月、連合国軍がドイツ軍の北イタリアにおける最後の防衛線を突破し、パルチザンの一斉蜂起が各都市を席巻する中、ムッソリーニの身にも危険が迫っていた。1945年4月25日、ムッソリーニは本拠としていたミラノを離れ、スイスとの国境に向かって逃走した。4月27日、ムッソリーニとその愛人クラーラ・ペタッチは、コモ湖畔のドンゴという町の近くで、地元のパルチザンにより逮捕された。ムッソリーニとペタッチは翌日の午後に射殺された。ムッソリーニの死は、アドルフ・ヒトラーの自殺の2日前の出来事だった。
ムッソリーニとペタッチの遺体はミラノに運ばれ、郊外のロレート広場に放置された。広場に詰め掛けた群衆は怒りに任せて遺体を侮辱し、殴る蹴るの暴行を加えた。その後、遺体は広場内のガソリンスタンドの桁から逆さに吊るされた。ムッソリーニは墓標無しで埋葬されたが、1946年にファシズム支持者によって遺体は掘り起こされ、盗まれた。盗難から4ヶ月後、当局はムッソリーニの遺体を取り戻し、その後の11年にわたって遺体を秘密裏に保管していた。1957年、ムッソリーニの亡骸は故郷プレダッピオにあるムッソリーニ家の納骨堂に改めて埋葬された。プレダッピオにあるムッソリーニの墓廟は、ネオ・ファシストにとっての「巡礼地」のひとつとなっており、ムッソリーニの命日にはネオ・ファシストの集会が開かれている。
戦後、イタリアではムッソリーニの死について公式な見解を疑問視する声が湧き上がった。それにまつわる論争については、ケネディ大統領暗殺事件の陰謀論との類似点が指摘されることもある。アウディージオによる証言の信憑性に疑問を持つジャーナリスト、政治家、歴史家らは、ムッソリーニの死の真相について諸説を発表しており、少なくとも12名の異なる人物が、ムッソリーニ殺害の実行者として名前を挙げられている。ムッソリーニの銃殺を実行したとされる人物には、のちにイタリア共産党書記長となるルイージ・ロンゴや、のちのイタリア共和国大統領アレッサンドロ・ペルティーニが含まれている。一部の著述家は、ムッソリーニの殺害がイギリスの特殊作戦部隊による工作の一環であったと主張しており、その目的はウィンストン・チャーチルがムッソリーニと交わした往復書簡を回収し、「不名誉な密約」を隠蔽することにあったとしている。しかし、アウディージオがムッソリーニの処刑を実行したとする公式な見解は、今なお最も信憑性の高い説明として広く受け入れられている。

## 処刑までの経緯

### 背景

イタリア社会共和国の支配地域の図。
1943年12月時点 - 黄緑と緑の領域
1944年9月時点 - 緑の領域

1922年に政権の座に就いて以来、ムッソリーニは国家ファシスト党の指導者としてイタリア王国を支配する立場にあり、特に1925年以降は独裁者として君臨し、ドゥーチェと称されていた。
1940年6月、ムッソリーニはイタリア王国をドイツの側で第二次世界大戦に参戦させた。1943年7月の連合国軍によるシチリア島への上陸作戦の後、イタリアは連合国陣営にくら替えし、ムッソリーニは解任された上で身柄を拘束された。1943年9月、ムッソリーニはドイツ軍の部隊によるグラン・サッソ襲撃で幽閉先から救出された。ヒトラーは救出されたムッソリーニをイタリア社会共和国の元首に就任させた。北イタリアに樹立されたイタリア社会共和国は、ガルダ湖畔の町サロを拠点とするドイツの傀儡国家だった。「サロ共和国」と蔑称されたこの国家は、1944年の時点で南から進攻してくる連合国軍のみならず、国内のレジスタンス運動（パルチザン）の脅威にも晒されていた。反ファシストのパルチザンと、イタリア社会共和国の間で行われた残忍な抗争は、後にイタリア内戦として知られることになった。
連合国軍はイタリア半島を北上しながらゆっくりと進撃を続け、1944年の夏にはローマ、次にフィレンツェを陥落させた。そして1944年末、連合国軍は北イタリアへの進撃を開始した。1945年4月、ドイツ軍の防衛線であるゴシック線が完全に崩壊すると、イタリア社会共和国とその後ろ盾であるドイツ軍の全面的な敗北は時間の問題となった。

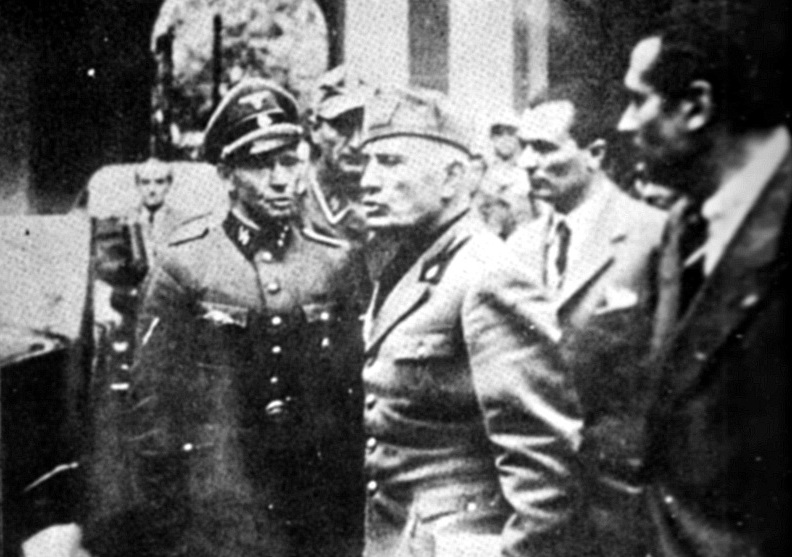
1945年4月25日、ミラノ県庁を離れるムッソリーニ。生前のムッソリーニを写した最後の写真とされている。

1945年4月中旬以降、ムッソリーニはミラノを本拠として定めており、ムッソリーニとその政府はミラノ県庁に居を構えていた。1945年4月末、ドイツ軍の撤退を受け、パルチザンの指導部である北イタリア国民解放委員会（CLNAI）は、北イタリアの各主要都市における一斉蜂起の決行を宣言した。ミラノがすでにCLNAIの影響下にあること、そして北イタリアのドイツ軍の降伏が目前に迫っていることを受け、ムッソリーニは1945年4月25日、北に逃れてスイスへと向かうため、ミラノを離れることにした。ムッソリーニは自動車と数台の装甲車からなる約30台の車列を編成し、4月25日午後8時頃、愛人のクラーラ・ペタッチや、他の共和ファシスト党幹部らとともにミラノを出発した。
ムッソリーニがミラノを離れたのと同じ日、CNLAIは次のように宣言した。

### 身柄の拘束

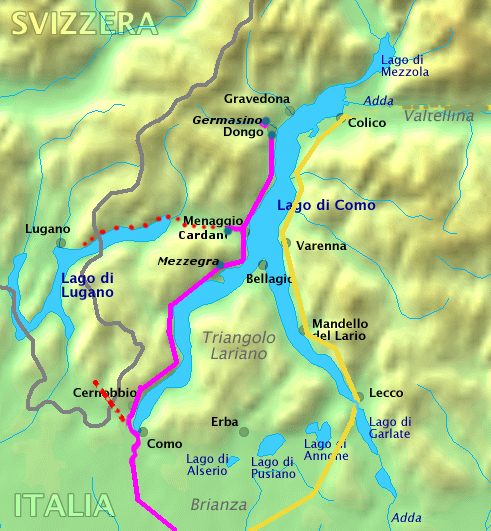
ミラノを離れた後、ムッソリーニが辿ったコモ湖周辺の経路 （ピンク色の線）

ミラノを離れたムッソリーニ一行は北に進み、コモを経由して4月26日にはコモ湖西岸のメナッジョに到着した。4月27日の早朝、一行の前に撤退中のドイツ軍高射砲部隊（トラック30台からなる）が偶然現れ、ムッソリーニはこの部隊と合流することを決めた。4月27日午前6時、ムッソリーニ一行とドイツ軍部隊はメナッジョを出発して北上を続けたが、午前7時30分頃、ドンゴに近いコモ湖北西のムッソの路上で、一行の車列は地元パルチザン部隊が設置したバリケードに遭遇し、停止することを強いられた。ピエル・ルイジ・ベッリーニ・デッレ・ステッレとウルバーノ・ラッザロが指揮する地元パルチザンは、この車列にイタリア人のファシスト党幹部が同行していることを認識したものの、この時点ではムッソリーニの存在には気づかなかった。パルチザンはドイツ軍に通過を許可する見返りとして、車列に同行していたイタリア人全員を引き渡させた。その過程で、1台の車両の中でぐったりと座っているムッソリーニが発見された。のちにラッザロは、発見時のムッソリーニの様子を振り返って次のように語った。
ムッソリーニの顔はまるで蝋のように青白く、うつろなまなざしは何も見えていないかのようだった。疲れ切っているのが見てとれたが、恐れている様子はなかった。……彼は完全に気力を失っており、精神的に死んでいるように見えた。
1945年4月27日午後4時、ムッソリーニはパルチザンによって逮捕された。ムッソリーニはドンゴまで連行され、町の役所に勾留された。まもなく、愛人のペタッチも同様に逮捕され、ドンゴに連れてこられた。最終的に、車列からは50人以上のファシスト党幹部とその家族が発見され、パルチザンによって逮捕された。そのうち、最重要人物とされた16人（ムッソリーニとペタッチを除く）が、逮捕の翌日にドンゴで即時処刑（銃殺）された。その後の2日間ではさらに10人が処刑されることとなった。

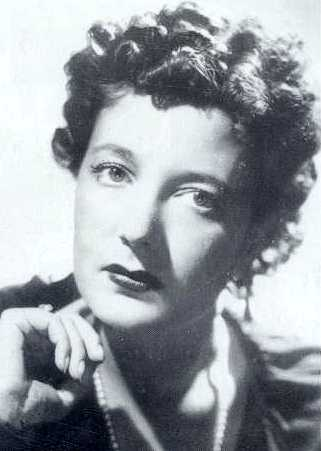
ムッソリーニの愛人クラーラ・ペタッチ

4月27日午後7時頃、ムッソリーニの身柄は、ドンゴから少し離れたジェルマージノという集落の、財務警備隊の兵舎に移された。ジェルマージノでムッソリーニは、パルチザン指揮官のベッリーニ・デッレ・ステッレに対し、ドンゴに残されていたペタッチへの伝言を頼んだ。ドンゴでムッソリーニからの伝言を受け取ったペタッチは、彼の側に居たいとベッリーニ・デッレ・ステッレに懇願したため、彼はペタッチをムッソリーニの元に連れて行った。ドンゴ周辺では依然として戦闘が続いており、パルチザンたちはムッソリーニとペタッチが、ファシスト党の支持勢力によって奪還されることを恐れていた。そこで、真夜中になってから、近隣で農業を営むデ・マリアという人物の家まで再度2人を移送した。安全な監禁場所と考えられたこの民家で、ムッソリーニとペタッチは残りの夜を過ごし、翌日も大半の時間をそこで過ごすことになった。
ムッソリーニが逮捕された日の午後、アレッサンドロ・ペルティーニ（北イタリアにおける社会党パルチザンのリーダー）はラジオ・ミラノの放送上で次のように宣言した。
無法者集団の首領であるムッソリーニは、憎悪と恐怖に満ちた様子で、スイスとの国境を越えようとしたところを逮捕された。ムッソリーニの身柄は、速やかにイタリア国民による法廷に引き渡され、裁かれねばならない。我々は、この男は銃殺の名誉に値しないと考えているが、それでも裁判にかけることが必要である。本来、ムッソリーニは不潔な犬のごとく殺されるべき男だ。

### 処刑命令
誰がムッソリーニの即時処刑を決定したのかについては諸説が存在する。イタリア共産党書記長であったパルミーロ・トリアッティは、ムッソリーニが逮捕される以前に自分がムッソリーニの処刑を命令していたと主張した。トリアッティは1945年4月26日に、「彼ら（ムッソリーニらファシスト党幹部）の処刑を決定するために必要な条件は、彼ら本人であることの確認だけだ」とのメッセージを無線電信で送ることで、ムッソリーニ処刑の命令を下していたと述べた。トリアッティはさらに、イタリア王国の副首相およびイタリア共産党の書記長として処刑の命令を下したと主張した。のちに、当時のイタリア王国首相イヴァノエ・ボノーミは、トリアッティの命令が政府としての権限や承認を得たものであったことを否定した。ミラノの上級共産党員であったルイージ・ロンゴは当初、ムッソリーニ処刑の命令はパルチザンの軍総司令部から「CLNAIの決定を受けて」下されたものであったと語っていたが、のちに異なる証言を行い、ムッソリーニ逮捕のニュースを知ったロンゴとフェルモ・ソラーリ（行動党のメンバー）が、ムッソリーニが即時処刑されるべきとの意見でただちに一致し、ロンゴが処刑執行の命令を下したと述べた。

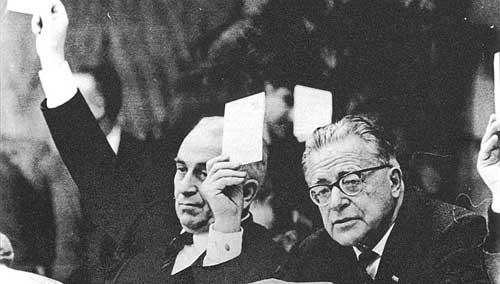
ルイージ・ロンゴ（左）とパルミーロ・トリアッティ （戦後のイタリア共産党党大会にて）

CLNAIにおける行動党の代表だったレオ・ヴァリアーニの証言によれば、ムッソリーニ処刑の決定は1945年4月27日の夜、CLNAIを代表して活動するグループ（ヴァリアーニ、ペルティーニ、共産党員のロンゴとエミリオ・セレーニから成る）によって下されたという。CLNAIはムッソリーニの死の翌日、ムッソリーニがCLNAIの指令によって処刑されたと発表した。
いずれにしても、ロンゴは共産党パルチザンのヴァルテル・アウディージオに対して、ただちにドンゴへ向かい処刑命令を遂行するよう指示した。ロンゴは処刑を命令するにあたって、「奴を撃ってこい」と声をかけたとしている。ロンゴはまた、別のパルチザンであるアルド・ランプレーディにアウディージオに同行するよう頼んだ。ランプレーディによれば、ロンゴはアウディージオの性格が「生意気で、強情かつ向こう見ず」であると考えていたため、ランプレーディを任務に同行させたという。

## 処刑

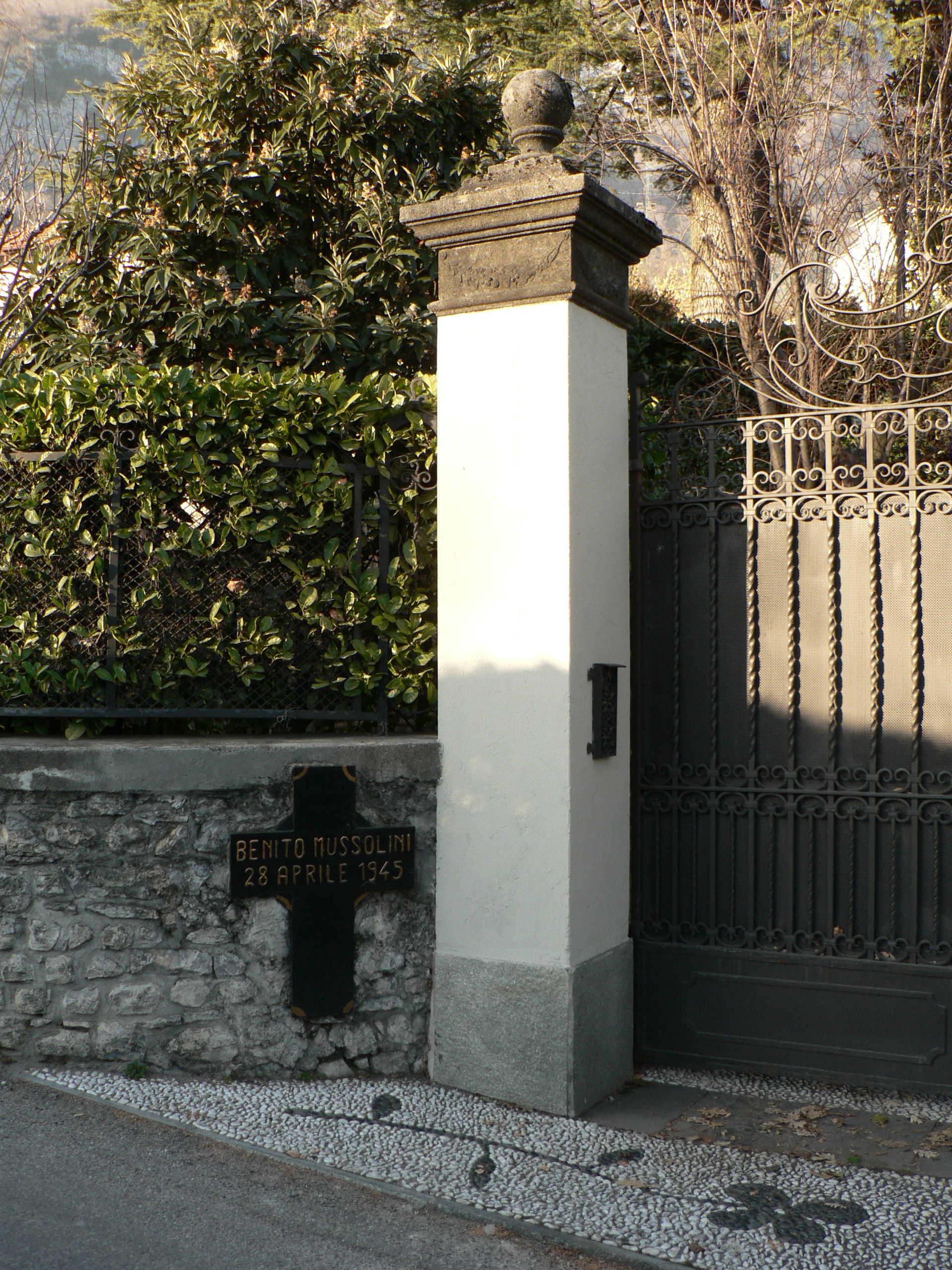
ムッソリーニが処刑されたベルモンテ荘の入口

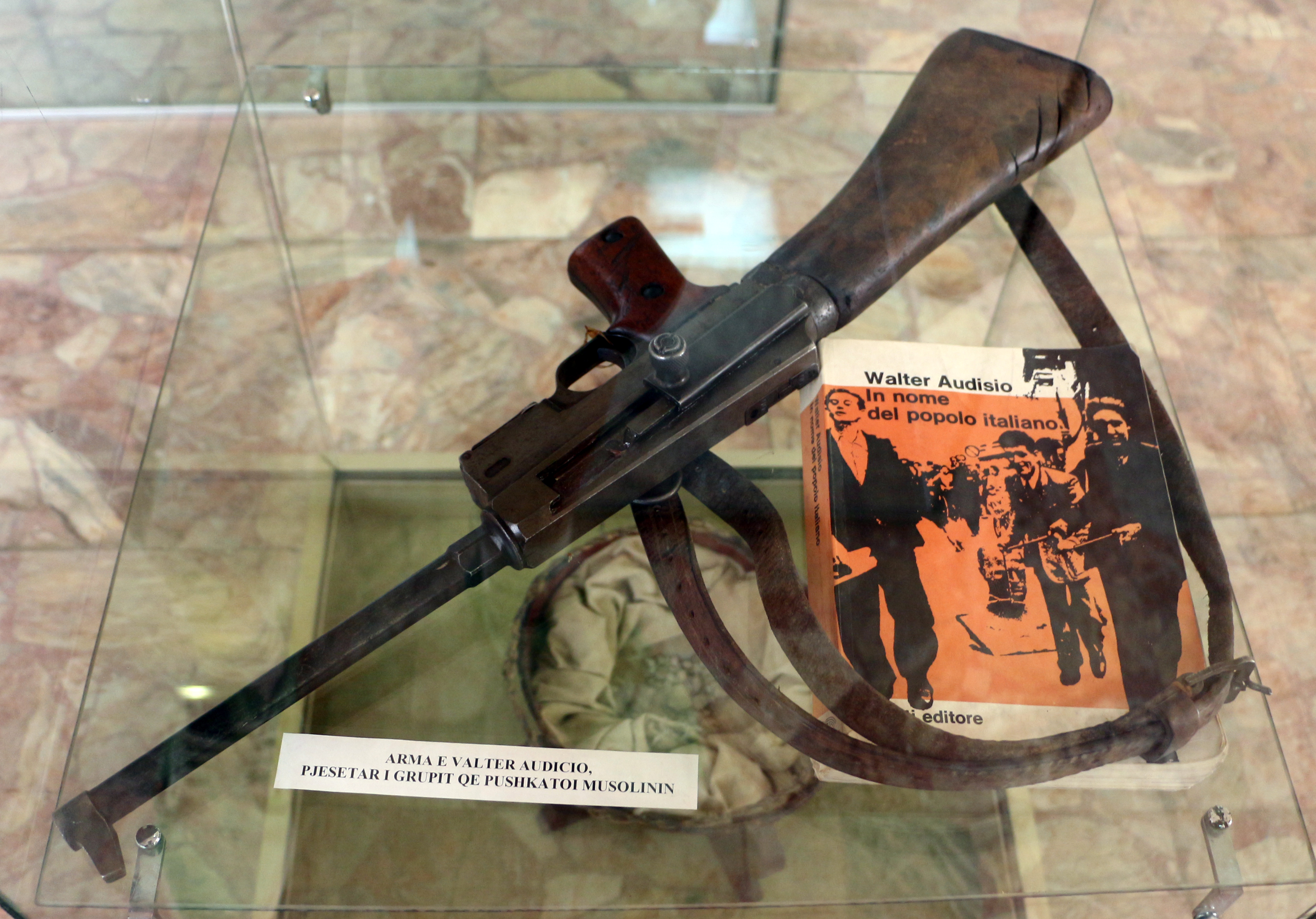
ミケーレ・モレッティが所持していたフランス製MAS-38短機関銃。ヴァルテル・アウディージオがムッソリーニを射殺した際に使用されたと言われている。（アルバニア国家歴史博物館収蔵）

ムッソリーニとペタッチが死亡した状況について、ヴァルテル・アウディージオが語った証言は、（戦後いくつかの異説が唱えられてきたものの）少なくともその大枠においては依然として最も信憑性の高いものであり、イタリアでは公式な見解として扱われる場合もある。アウディージオの証言は、アルド・ランプレーディによる証言とも大枠で一致していた。1960年代にはベッリーニ・デッレ・ステッレ、ラッザロやジャーナリストのフランコ・バンディーニによる著作が出版され、これらはムッソリーニ処刑についての「古典的」な説明を提示した。それぞれの人物が語るムッソリーニの死の経緯は、細部に違いは見られるものの、重要な事実関係については共通していた。
1945年4月28日の早朝、ロンゴから下された命令を遂行するため、アウディージオとランプレーディはミラノを離れた。2人はドンゴに到着すると、地元パルチザンの団長ピエル・ルイジ・ベッリーニ・デッレ・ステッレと会見し、ムッソリーニを引き渡させるように話を取り決めた。この任務中、アウディージオは「ヴァレリオ大佐」との偽名を名乗っていた。午後になると、アウディージオはランプーレディやミケーレ・モレッティらの同志を引き連れてデ・マリアの農家まで車を走らせ、ムッソリーニとペタッチの身柄を引き取った。2人を車に乗せたあと、アウディージオらはジュリーノ・ディ・メッツェグラと呼ばれる集落へと向かった。車は細い道に面した「ベルモンテ荘」の入り口 （北緯45度58分52秒 東経9度12分13秒 / 北緯45.981221度 東経9.203558度）で停止し、そこでムッソリーニとペタッチは車から降りるように指示され、塀の前に立たされた。その後、アウディージオは自分の銃が故障していたため、モレッティから短機関銃を借り、午後4時10分にムッソリーニとペタッチを射殺した。
アウディージオの証言とランプレーディの証言にはいくつかの差異が存在する。アウディージオは、死の直前にムッソリーニが臆病に振る舞っていたと語るが、ランプレーディはそれを否定している。アウディージオはまた、処刑前に死刑判決を読み上げたと主張したが、ランプレーディの証言にそのような事実は含まれていない。他方、ランプレーディはムッソリーニの最期の言葉が「心臓を狙え」であったと語るが、アウディージオの証言におけるムッソリーニは処刑直前、処刑中に一切の言葉を発していない。
アウディージオの証言には、ラッザロやベッリーニ・デッレ・ステッレを含む他の関係者の証言とも食い違う部分がある。ベッリーニ・デッレ・ステッレの証言では、ドンゴでアウディージオとベッリーニ・デッレ・ステッレが会見した際、アウディージオは前日に囚われたファシスト党関係者の名簿を要求したあと、名簿上のムッソリーニとペタッチの名前に処刑対象であることを示すマークをつけた。ベッリーニ・デッレ・ステッレはペタッチが処刑対象とされたことに疑問を呈し、アウディージオに抗議した。それに対しアウディージオは、ペタッチがムッソリーニの相談役であったと語り、ムッソリーニの政策決定に影響を与えたために「ムッソリーニと同罪である」と述べた。ベッリーニ・デッレ・ステッレによれば、このやりとり以外に処刑についての議論や手続きは一切行われなかったという。一方、アウディージオは、1945年4月28日にドンゴでアウディージオを議長とする「戦争裁判」が開かれ、ランプレーディ、ベッリーニ・デッレ・ステッレ、モレッティ、ラッザロらが参加したと主張した。この裁判ではムッソリーニとペタッチに死刑が言い渡されたほか、全ての処刑が反対なしで可決されたという。のちにラッザロは、このような戦争裁判が開かれたことを否定した上で、次のように語った。
私は、ムッソリーニは死刑になるべきだと信じていた。……だがその前に、法にのっとった裁判にかけられるべきだった。あのように処刑するのはひどく野蛮だった。
アウディージオは1970年代に著した本の中で、ドンゴで4月28日に下されたパルチザン幹部によるムッソリーニ処刑の決定は、戦争裁判開催に関するCLNAI規則の第15項に準拠したものであり、正当な判決として認められると主張した。しかし、裁判長およびCLNAI規約が求める戦争委員（Commissario di Guerra）が裁判に不在だったことから、この主張には疑問が持たれている。

## その後の経緯
独裁者として君臨していた当時、ムッソリーニの肉体を描いた肖像（例えば、上半身裸のムッソリーニが肉体労働に従事している図）は、ファシスト党によるプロパガンダの中核をなすものだった。そのため、ムッソリーニの死後もその肉体は強力なシンボルであり続け、支持者からの崇拝の対象、敵対者からの侮辱と軽蔑の対象となり、大きな政治的重要性を帯びていた。

### ロレート広場
1945年4月28日の夜、ムッソリーニとペタッチの遺体は、処刑された他のファシスト党幹部の遺体とともにバンに積み込まれ、ミラノに向かって南へと運ばれた。4月29日の未明、バンはミラノに到着し、ムッソリーニらの遺体はミラノ中央駅に近いロレート広場の地面に投げ捨てられた。ロレート広場では1944年8月、パルチザンの襲撃および連合軍の空爆への報復として15人のパルチザンが銃殺された後、その遺体が見せしめに放置されたという経緯があり、パルチザンがこの広場を選んだのはその意趣返しだった。ムッソリーニは15人のパルチザンが処刑された当時、「ロレート広場で流れた血のために、我々は高いつけを払うことになるだろう」と語っていたと伝えられている。
ムッソリーニらの遺体は積み重なった状態で放置された。4月29日午前9時を回る頃には、おびただしい数の群衆が広場に詰め掛けていた。群衆は遺体に野菜をぶつけ、唾を吐きかけ、尿をかけ、銃撃し、足蹴にした。ムッソリーニの顔面は殴打され、変形した。あるアメリカ人の目撃者は、これらの群衆を評して「邪悪で下劣、無秩序」であると述べた。

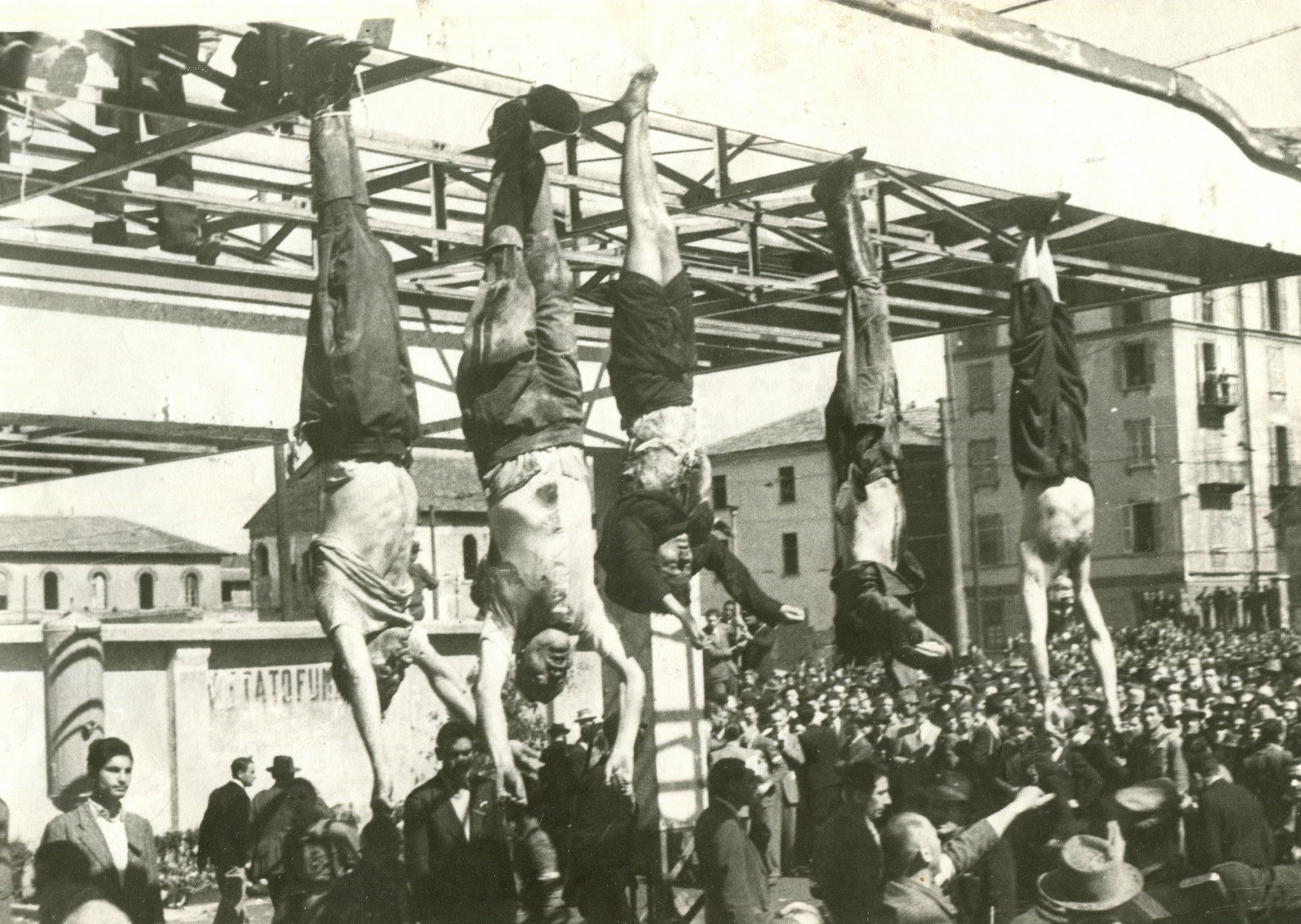
逆さ吊りにされたムッソリーニたち。ムッソリーニ (左から2番目)、愛人のペタッチ (中央)、その他のファシスト（ミラノ、ロレート広場にて）

その後しばらくして、ムッソリーニらの遺体はスタンダード・オイルのガソリンスタンド（建設途中）の骨組みの桁まで持ち上げられ、食肉用のフックに引っ掛けられて、逆さ吊りにされた。逆さ吊りというのは、吊るされた人物の「汚名」を強調するために北イタリアでは中世から行われてきた方法であった。ただし実際にムッソリーニらを逆さ吊りにした人々によると、これは単に遺体を群衆から保護するための処置であったという。ロレート広場での一連の出来事を記録した映像は、彼らの主張を裏付けているように見える。

### 検死

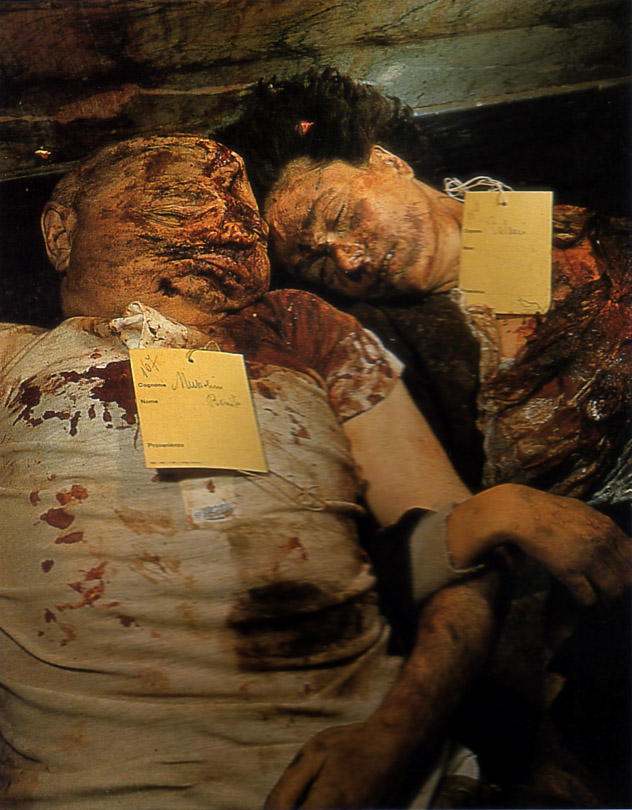
ミラノ市遺体安置所に置かれたムッソリーニとペタッチの遺体（アメリカ陸軍所属のカメラマンが撮影）

1945年4月29日午後2時頃、ミラノに到着していたアメリカ軍当局が、逆さ吊りされたムッソリーニらの遺体を降ろすことを命じ、検死の準備のため遺体を遺体安置所に移送させた。遺体安置所では、あるアメリカ陸軍のカメラマンが移送後の遺体の写真をいくつか撮影したが、その中にはムッソリーニとペタッチの遺体にポーズを取らせ、あたかも2人が腕を組んでいるかのように見せたものも含まれていた。
1945年4月30日、ミラノ法医学研究所でムッソリーニの検死が行われた。ある検死報告書では、ムッソリーニは9発の銃弾を受けたとされ、別の報告書では7発の銃弾を受けたと述べられている。そのうち、心臓に近い位置の4発の銃弾が死因として示された。銃弾の口径は特定されなかった。このほか、遺体からはムッソリーニの脳の標本が採取され、分析のためアメリカへと送られた。その意図は、「梅毒がムッソリーニの精神異常を引き起こした」という仮説を証明することにあったが、脳の分析結果は梅毒の存在を示さず、梅毒の証拠はムッソリーニの身体からも発見されなかった。一方で、ペタッチの検死は一切行われなかった。

### 埋葬・盗難被害
ミラノでの見せしめと検死を経て、ムッソリーニの遺体はミラノ北部のムゾッコ墓地に埋葬された。埋葬地に墓標は置かれなかった。1946年の復活祭の日曜日、ドメニコ・レッチージという名の若いファシストは埋葬場所を突き止め、2人の友人とともにムッソリーニの遺体を掘り起こして盗んだ。当局による捜索が行われる中、その後16週間にわたって遺体は転々と各地に運ばれた。その間、別荘や修道院などが遺体の隠し場所として利用された。最終的に、ムッソリーニの遺体は1946年8月12日、ミラノからさほど離れていないパドヴァのパヴィア修道院で、片脚が欠損した状態で発見された。ファシズムへの共感を持つ2人のフランシスコ会修道士が、レッチージが遺体を隠すのに手を貸したとして罪に問われた。レッチージは6ヶ月の懲役刑を受けることとなったが、その罪状は通貨偽造であり、ムッソリーニの遺体を盗んだこと自体については無罪放免となった。
その後当局は、ムッソリーニの遺体がチェッロ・マッジョーレの小さな町にあるカプチン会修道院に置かれるよう手配した。その後の11年間、遺体はこの修道院に保管されていた。その間、ムッソリーニの遺体の場所は遺族にすら秘密にされていた。ムッソリーニの遺族は何度も遺体の引き渡しを求めたが、1957年になるまで政府はその要求を受け入れなかった。1957年5月、新たに首相に就任したアドネ・ツォーリは、ムッソリーニを故郷のエミリア＝ロマーニャ州プレダッピオに改めて埋葬することに合意した。背景には、議会におけるツォーリの地位が、極右勢力（イタリア社会運動の代議士となっていたレッチージを含む）からの支持に依存していたほか、ツォーリ自身もプレダッピオにルーツがあり、ムッソリーニの未亡人ラケーレ・グイーディを良く知っていたという事情があった。

### 墓廟・命日

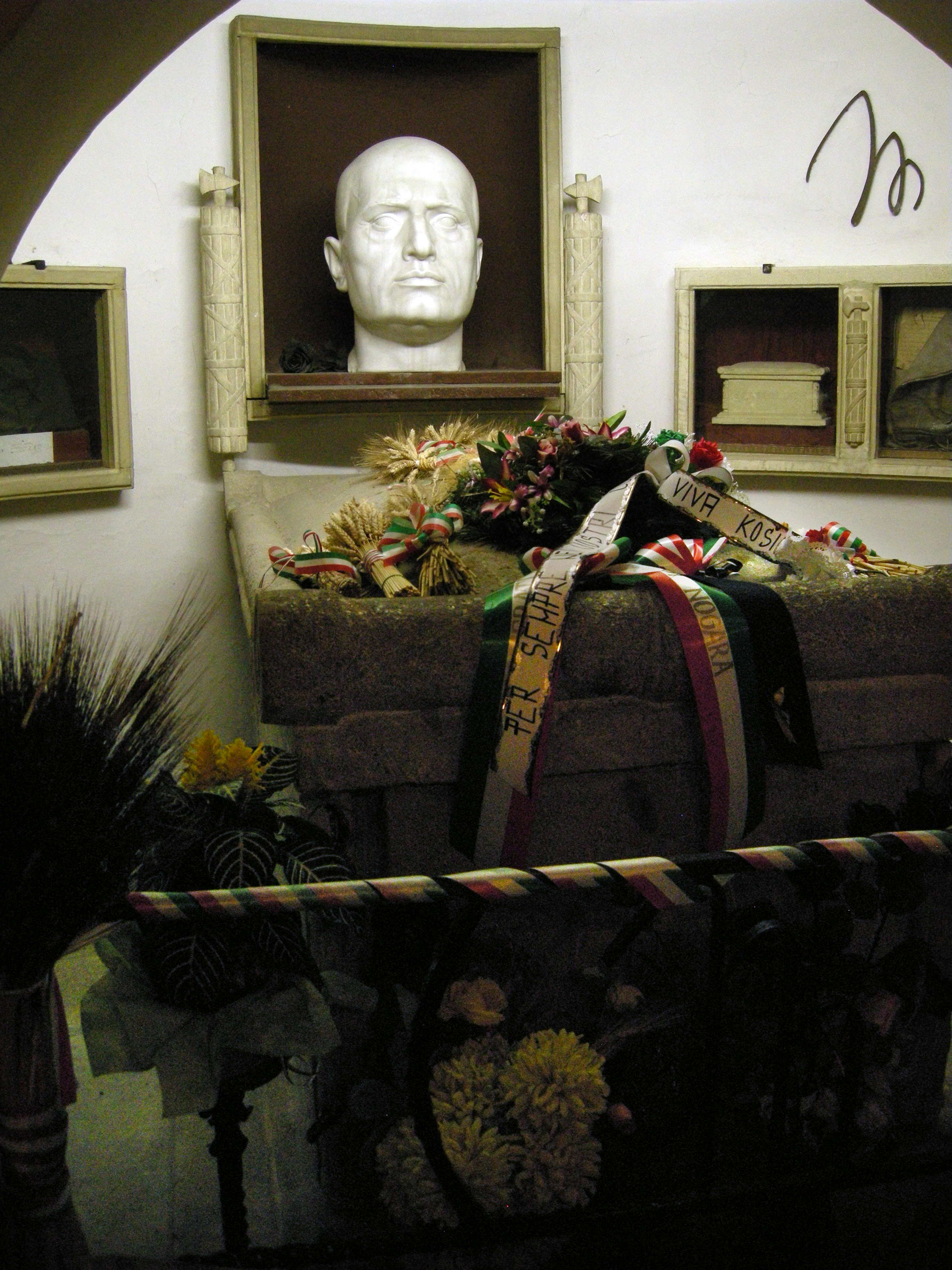
故郷プレダッピオに置かれたムッソリーニの墓廟

1957年9月1日、プレダッピオにあるムッソリーニ家の納骨堂で、詰め掛けた支持者らがローマ式敬礼を行う中、ムッソリーニの改葬が実施された。ムッソリーニの遺体は大きな石棺（サルコファガス）の中に横たえられた。石棺のある墓廟にはファシスト党のシンボルが飾られており、ムッソリーニをかたどった大理石の頭像が設置されているほか、墓廟の前には参拝者が記名するためのノートが置かれている。ムッソリーニの墓廟はネオ・ファシストにとっての巡礼地のひとつとなっている。ノートに記名する訪問者は1日に数十人から数百人程度だが、重要な記念日には数千人が記名することもある。ノートに書き込まれるコメントのほとんどは、ムッソリーニを支持する内容となっている。
ムッソリーニの命日である4月28日は、ネオ・ファシスト達が大規模な集会を行う重要な3記念日のひとつでもある。プレダッピオではこの日、ムッソリーニの支持者が町の中心から納骨堂の前まで行進する。この行事には通常、数千人が参加し、スピーチや合唱、ローマ式敬礼などが行われる。

### 改葬後の出来事
1966年、ムッソリーニの脳組織の標本が、1945年以来保管してきたワシントンD.C.の聖エリザベス病院から、ムッソリーニの未亡人に返還された。未亡人は返還された脳組織（6本の試験管に入っていた）を、ムッソリーニの墓廟に置かれた箱に納めた。歴史家のジョン・フットはこの出来事を評して、「ついに、処刑執行から19年後、休まることのなかったベニート・ムッソリーニの遺骸が再び1ヶ所に集められ、ほぼ1体の状態に戻った」と述べた。2009年、検死の際に盗まれた可能性のあるムッソリーニの脳および血液の標本が、eBayにて1万5000ユーロの値段で売りに出されたと報告された。eBay側はこの出品をただちに取り下げたため、誰も入札することはできなかった。ムッソリーニの検死が行われた病院筋によれば、検死の際に採取された標本は全て、1947年に廃棄されたという。ムッソリーニの孫娘であるアレッサンドラ・ムッソリーニは、この件に関して警察が調査を行うことを要請した。

## 戦後の論争
イタリア国外では、ムッソリーニの死についてはアウディージオの説明が広く受け入れられており、論争が行われることは少ない。他方、イタリア国内では1940年代後半から現在に至るまで、ムッソリーニの死の真相をめぐる広範な議論が行われ、さまざまな説が生み出されてきており、少なくとも12名の異なる人物がムッソリーニ銃殺の実行者として名前を挙げられている。ムッソリーニの死をめぐる議論は、イタリアにおける陰謀論の代表として、ケネディ大統領暗殺事件の陰謀論との類似点が指摘されることもある。

### アウディージオによる証言の受容
1947年になるまで、ムッソリーニ処刑へのアウディージオの関与は隠匿されており、共産党紙L’Unità上で1945年末に発表された最初期の報告では、ムッソリーニ銃殺の実行者は単に「ヴァレリオ大佐」とされていた。アウディージオの本名が最初に言及されたのは、Il Tempo紙の1947年3月の記事においてであり、その後共産党が公式にアウディージオの関与を認めた。1947年3月下旬には、処刑への関与についてそれまで公に語ってこなかったアウディージオが、L’Unità上の一連の5本の記事の中で自らの証言を発表した。ここで証言された内容は、アウディージオが著し、死の2年後（1975年）に出版された本でも繰り返されている。アウディージオの証言以外にもムッソリーニの死については諸説が発表されており、1960年代にはラッザロとベッリーニ・デッレ・ステッレが著したDongo, la fine di Mussoliniおよびジャーナリストのフランコ・バンディーニによるLe ultime 95 ore di Mussoliniが出版され、これらはムッソリーニ処刑についての「古典的」な説明を提示した。
ほどなく、アウディージオが当初L’Unità上で発表した証言と、アウディージオがその後に行った証言および他の関係者による説明との間に食い違いがあることが指摘されるようになった。アウディージオの証言は、真実を中心としたものである可能性が高いが、他方でそこには確実に誇張が含まれていた。指摘された矛盾点と明らかな誇張は、「政治的な目的で、共産党がアウディージオを処刑実行者に仕立て上げた」との発想と結びつき、一部のイタリア人はアウディージオの証言のほとんど、または全てが虚偽であると信じるようになった。
1996年、それまで公表されてこなかったアルド・ランプレーディの証言がL’Unità上で発表された。これはランプレーディが1972年に、共産党の記録資料として書いたムッソリーニ処刑についての報告で、飾らずに起こった出来事を伝えており、重要な経緯の説明はアウディージオの証言と一致していた。ランプレーディは間違いなく処刑を目撃した人物の1人であることに加え、共産党が保管する「非公開」の記録としてこの報告を作成していたため、真実を歪めて伝える動機はなかったと考えられている。さらには、ランプレーディは実直な性格で知られており、またアウディージオを個人的に嫌っていることでも有名であった。これらの要因により、彼の証言とアウディージオの証言が大枠で一致していることは重要視されている。ランプレーディの証言が公表された後、ほとんどの専門家はその信憑性を認めた。歴史家のジョルジョ・ボッカは次のように述べた。「50年にわたって組み立てられてきた『ドゥーチェ』の最期についての質の悪い虚構は、ランプレーディの証言によって一掃された。……50年間で広められた、多くの馬鹿げた説は事実ではなかったのだ。……真実は、今や明白になった。」

### ラッザロの主張
パルチザンの指揮官であったウルバーノ・ラッザロは、1993年の著書Dongo: half a century of liesにおいて、「アウディージオではなく、ルイージ・ロンゴこそが『ヴァレリオ大佐』の正体である」と改めて主張した。（ラッザロはそれ以前にも同様の主張を展開していた）同書でラッザロは、ムッソリーニが4月28日の午後4時10分以前に期せずして負傷していたとも主張した。ラッザロによると、4月28日のより早い時間にペタッチが1人のパルチザンから銃を奪い取ろうとした際、ペタッチはそのパルチザンに射殺され、ムッソリーニは被弾して負傷した。その後、ミケーレ・モレッティがムッソリーニに発砲してとどめを刺したという。

### 英国実行説
イギリスの戦時秘密作戦部隊である特殊作戦執行部（SOE）がムッソリーニの死に関与したという主張は複数存在しており、そこでは当時のイギリス首相ウィンストン・チャーチルがムッソリーニ殺害を指示した可能性が示唆される。これらの説においては、ムッソリーニの殺害は、ムッソリーニとチャーチルの間で交わされた「不名誉な内容」の往復書簡を回収し、両者の秘密協定を隠蔽するための裏工作の一環なのだという。問題の書簡は、ムッソリーニがパルチザンに拘束された際に所持していたとされ、その内容には「ムッソリーニがヒトラーを説得し、ドイツを欧米諸国による対ソビエト連邦連合に引き入れることと引き換えに、講和および領土的譲歩をムッソリーニに約束する」旨の申し出が含まれていたという。英国実行説の提唱者には歴史家のレンツォ・デ・フェリーチェやピエール・ミルザ、ジャーナリストのピーター・トンプキンズやルチアーノ・ガリバルディが含まれるが、この説が受け入れられることは少ない。

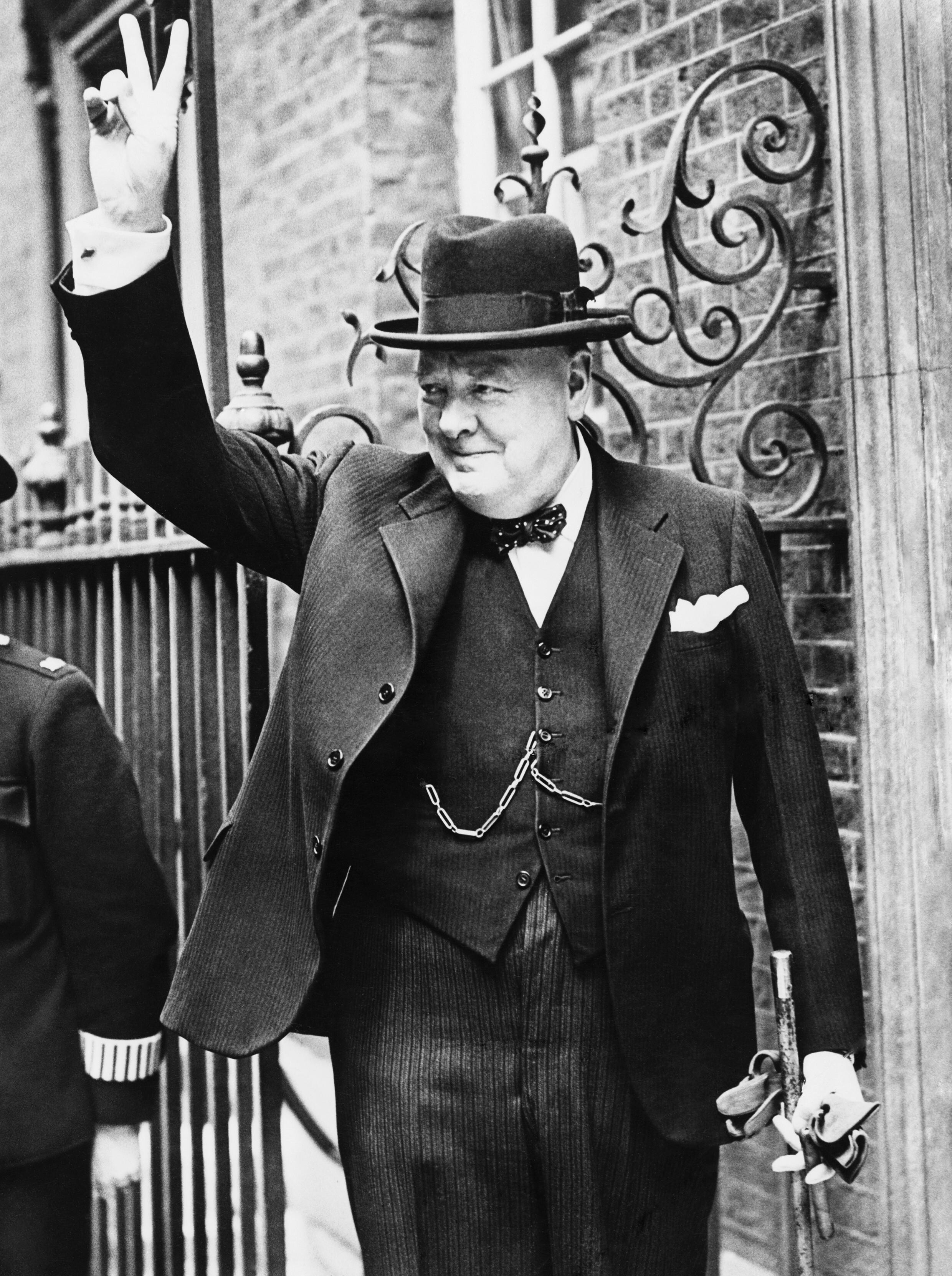
ウィンストン・チャーチル（1940年）

1994年、かつてのパルチザン指揮官であるブルーノ・ロナティは著書の中で、ムッソリーニを射殺したのが自分であり、ペタッチを射殺したのは彼の任務に同行した「ジョン」というイギリス陸軍士官であると主張した。ジャーナリストのピーター・トンプキンズは、シシリー島にルーツを持つSOEエージェントの男、ロバート・マキャロンが「ジョン」の正体であることを突き止めたと主張している。ロナティによれば、4月28日の朝、彼と「ジョン」はデ・マリアの農家に赴き、午前11時ちょうど頃にムッソリーニとペタッチを射殺したという。2004年、イタリアの公共放送テレビ局RAIで、トンプキンズが共同制作者を務めるドキュメンタリー番組が放送され、英国実行説が前面に押し出された。このドキュメンタリーの中でロナティはインタビューを受けており、デ・マリアの農家に到着した際の様子について次のように証言した。
ペタッチはベッドの上に座っていたが、ムッソリーニは立っていた。ジョンは私を外に連れ出し、ムッソリーニとペタッチの2人ともを殺害することが、彼に与えられた命令なのだと告げた。ペタッチは、生かしておくには多くを知りすぎていたからだ。私は、「私にペタッチを撃つことなどできない」と言った。それで、ジョンがペタッチを撃つことになったが、同時にジョンは「ムッソリーニの方は、必ずイタリア人によって殺されなければならない」と言った。
ロナティらはムッソリーニとペタッチを家の外に出し、近くの小道の端まで連れ出した。そして、2人を塀を背にして立たせた後に射殺したという。このドキュメンタリーには、母がロナティらによる処刑を目撃したと語る、ドリーナ・マッツォーラという女性のインタビューも含まれていた。マッツォーラは自身も銃声を耳にしたと主張しており、その際に「時計を見ると、もうすぐ11時になる頃だった」と証言した。同番組は、その後のベルモンテ荘における発砲は「隠蔽工作」の一部として演出されたものだと主張した。英国実行説は、それを証明するために必要な証拠が欠落していることで批判を受けているが、とりわけチャーチルとの往復書簡の存在が証明されていないことは批判の対象となっている。SOEの活動の歴史を研究しているクリストファー・ウッズは、2004年に放送されたRAIのドキュメンタリー番組についてコメントし、番組内での主張について、「陰謀論の愛好に過ぎない」と完全に否定した。

### その他の早期死亡説
一部の人々は、ムッソリーニとペタッチが4月28日の午後4時10分以前にデ・マリアの農家の附近で銃殺されており、ジュリーノ・ディ・メッツェグラでの処刑は遺体を用いて演出されたものだと主張している。（特に一貫して主張している者としては、ジャーナリストでファシストのジョルジョ・ピサーノがいる）。この説は1978年、フランコ・バンディーニが最初に提唱したものだった

### その他の説
ムッソリーニの死をめぐっては、その他にも諸説が発表されており、その中には戦後にイタリア共産党書記長になったルイージ・ロンゴだけでなく、未来のイタリア共和国大統領アレッサンドロ・ペルティーニもまた、ムッソリーニ銃殺の実行者であったと主張するものもある。このほか、ムッソリーニ（またはムッソリーニとペタッチの2人とも）がシアン化物のカプセルを用いて自殺したとする説も存在する。